# Ministerio de la Cabale
El Ministerio de la Cabale o Ministerio Cabal (en inglés, Cabal Ministry) fue un consejo privado formado por Carlos II, rey de Inglaterra, y que durante 5 años (1669-1674) ejerció una influencia remarcable sobre ciertos asuntos del país.
Se le llamó así, porque estaba compuesto por cinco personas, cuyas iniciales de apellidos reunidas formaba la palabra inglesa CABAL:
- C: Thomas Clifford, 1.er barón Clifford de Chudleigh.
- A: Anthony Ashley-Cooper, 1.er conde de Shaftesbury.
- B: George Villiers, 2.º duque de Buckingham.
- A: Henry Bennet, 1.er conde d'Arlington.
- L: John Maitland, 1.er duque de Lauderdale.

El término cabal o cabale es casi sinónimo de complot, lo que se ajustaba bien al caso de marras, ya que el citado ministerio o consejo, bien se caracterizó por la intriga e incluso por la conspiración y la traición.
Bajo este ministerio, fue disuelta la Triple alianza concluida entre Inglaterra, las Provincias-unidas, y Suecia, en contra Francia, y el rey de Inglaterra fue sobornado por Louis XIV, que se había aproximado de Carlos II por el Tratado de Dover.

## Miembros

Miembros del Ministerio de la Cabale
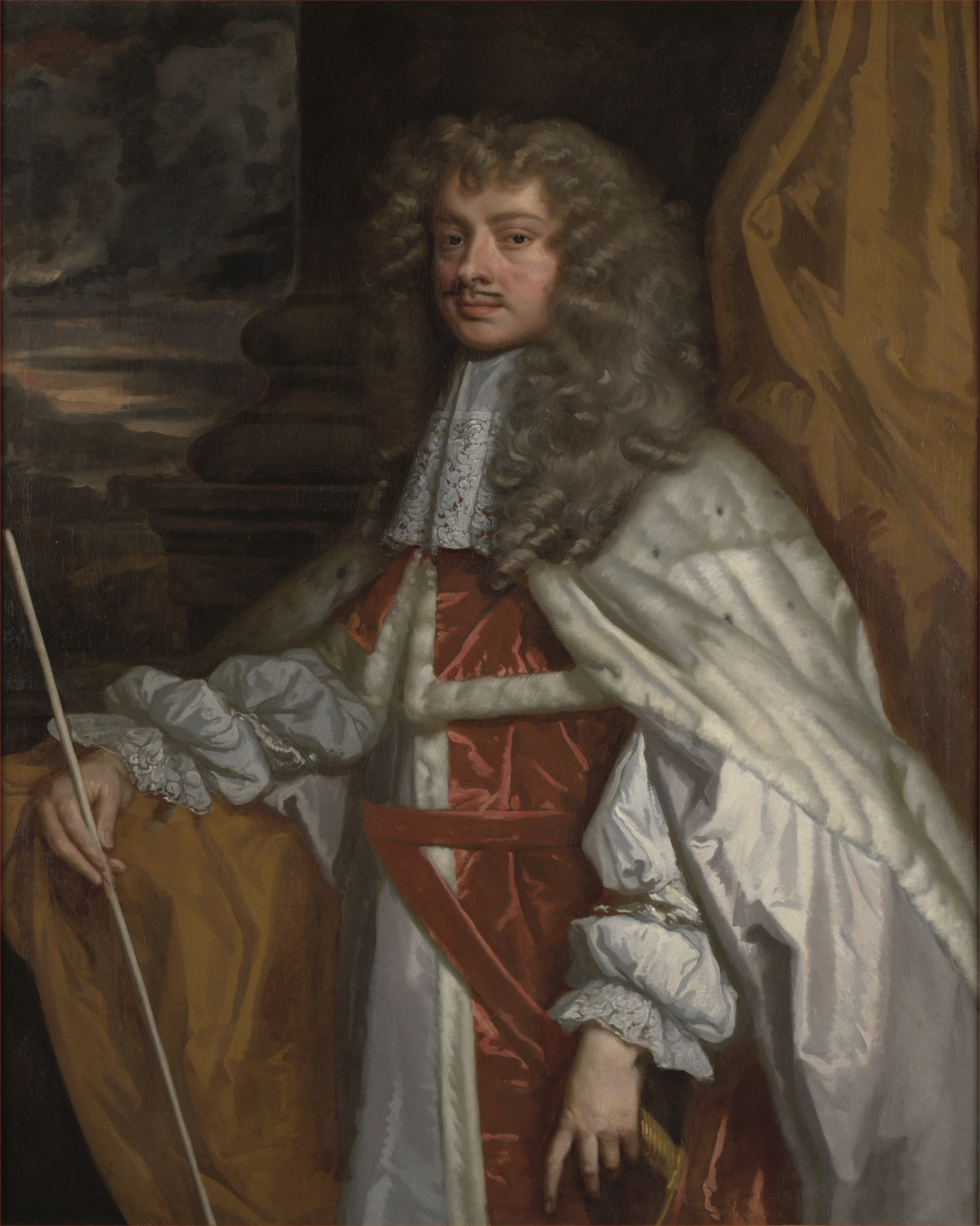
C : Thomas Clifford, 1st Baron Clifford of Chudleigh (1630-1673).
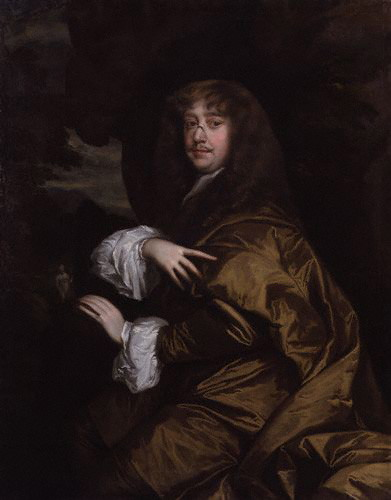
A : Henry Bennet, 1st comte d'Arlington (1618-1685).
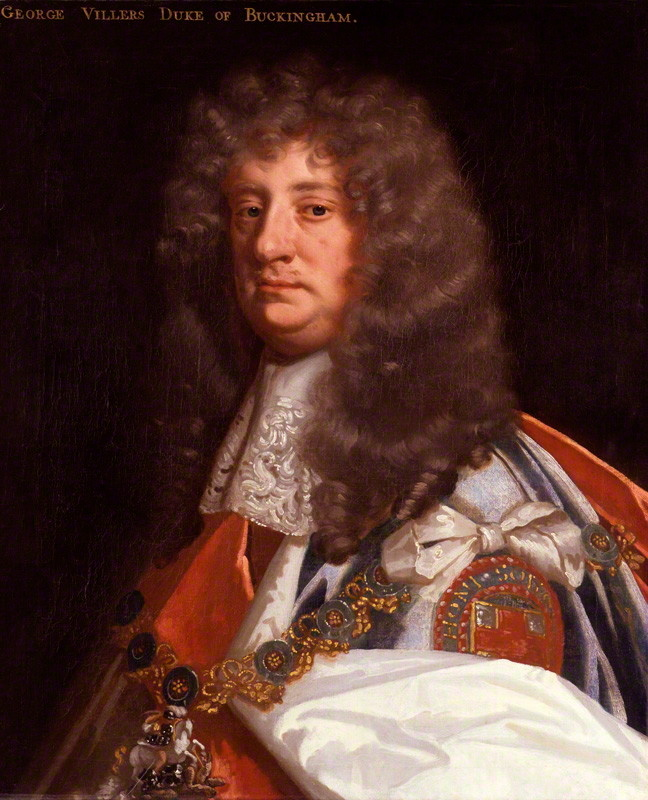
B : George Villiers, 2nd Duke of Buckingham (1628-1687).
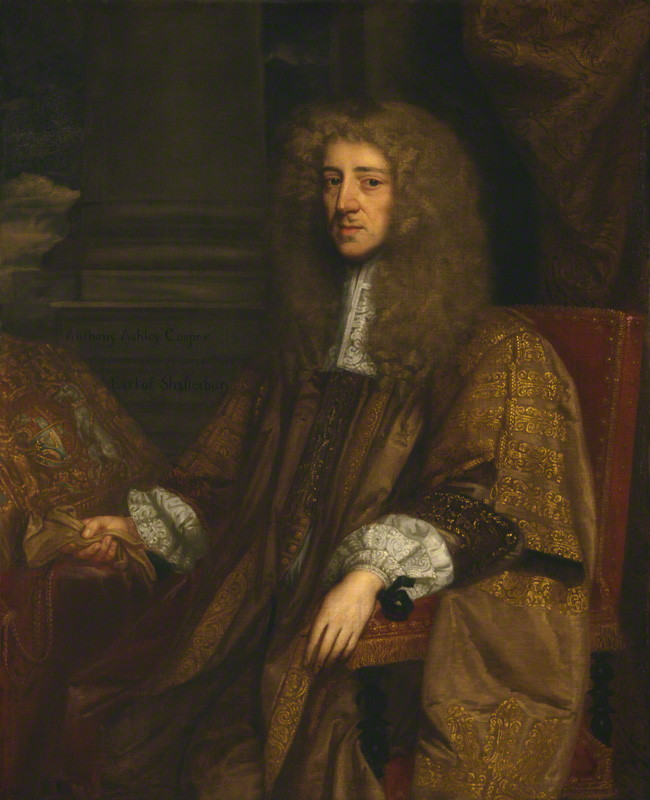
A : Anthony Ashley Cooper, 1st Baron Ashley of Wimborne St Giles (1621-1683).
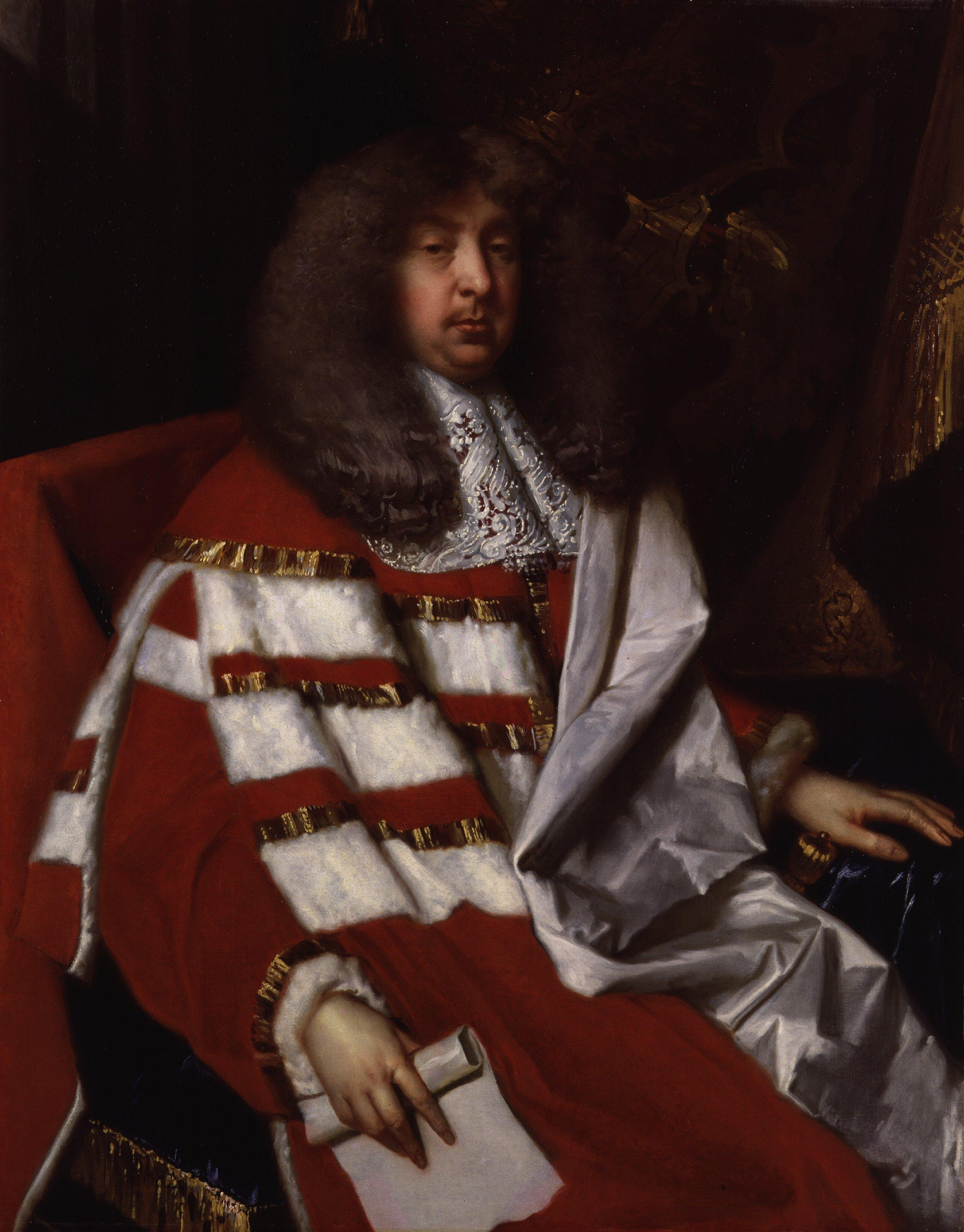
L : John Maitland, 1st Duke of Lauderdale (1616-1682).

## Fuente
- Dictionnaire universel d’histoire et de géographie Bouillet Chassang (el contenido del presente artículo se ha basado en partes de texto de este diccionario)